# G4S
G4S (tidligere Group4Securicor) er verdens største sikkerhedsvirksomhed med 625.000 ansatte i over 120 lande. Blandt opgaverne, G4S udfører er bl.a. alarmovervågning og vagttjeneste samt værditransporter. Hovedsædet er beliggende i Crawley i England, men bestyrelsesformanden er danske Alf Duch-Pedersen  og selskabet er dobbeltnoteret på London Stock Exchange og Københavns Fondsbørs. 
G4S, som tidligere hed Group4Falck, er en sammenslutning af flere sikkerhedsvirksomheder i Europa, heriblandt Falcks Redningskorps, som drev landsdækkende døgnvagtstjeneste, under navnet Falck Securitas.
Den 17. oktober 2011 meddelte G4S at de ville købe rengøringsfirmaet ISS til en pris på 44,3 milliarder kroner.
Flere storaktionærer var dog imod opkøbet.